# Landgericht (medieval)
El Landgericht (plural en alemán: Landgerichte, en español: Tribunal de Distrito), también llamado Landtag en Suiza, era un magistrado regional o tribunal en el Sacro Imperio Romano Germánico responsable de la alta justicia dentro de un territorio, como un condado (Grafschaft), en nombre del señor territorial (ej. el conde).

## Trasfondo y función
Estos cuerpos judiciales emergieron durante el periodo franco. Había normalmente varios  thingsteads (Dingstätten) donde tenían lugar. Esto fue un punto focal para ejercitar la 'ley de la tierra', el Landrecht. Benjamin Arnold argumenta que, allá por el año 1200, las instituciones del Landfriede, el condado hereditario y el Landgericht, si bien no eran idénticos, habían "emergido como estructura legal colectiva par excelencia qué los príncipes ejercitaban personalmente o a través de jueces delegados de entre sus vasallos, ministeriales y oficiales.
Había interpretaciones regionales muy diferentes del término Landgericht. Este correspondía al término Landrecht, con el cual se usó sinonimamente, para distinguirlo de otros términos legales como Stadtrecht ("derechos de ciudad"), Lehnsrecht ("derechos feudales") etc. Durante el curso de su desarrollo el término abarcó ambos tribunales jurídicos reales así como aquellos de otros señores con relativas áreas pequeñas de responsabilidad. Había Landgerichte delegados por el emperador, reyes, príncipes, la iglesia (diocesana o monástica) y otros poderes.
En la Edad Media, el Landgerichte vino a tener una importancia enorme en la organización y ejercicio del señorío, especialmente cuándo uno tiene en cuenta que aproximadamente el 90% de la población alrededor del año 1300 era rural. Había una variedad grande de manifestaciones del Landgerichte en la Edad Media. No fue hasta la aparición de una jerarquía de tribunales en el siglo XVI y la reestructuración como parte de las reformas de los ciudadanos del siglo XIX  que fue posible de definir y describir los tipos diferentes de Landgerichte.

## Terminología
La palabra Landgericht era también utilizada para describir el territorio sobre el cual el tribunal ejercía su responsabilidad. Además, también puede describir el edificio en el que un Landgericht está albergado. También había términos regionales para tales tribunales; por ejemplo, Gogericht en el Ducado de Sajonia; Freigericht en Westfalia, Hesse y el suroeste de Alemania; y Zentgericht en Franconia, y partes del Ducado de Baviera y Lotaringia.

## Organización
Originalmente, todo hombre libre que fuera residente o propietario de tierras dentro del Hundertschaft, el Gau o el Pflege estaba obligado a participar en el tribunal (Thing). Desde mitad del siglo XIII los ministeriales era también responsables. Los Tribunales de condado (Grafengerichte) bajo la prohibición del rey (Königsbann) se reunían cada 18 semanas y eran atendidos por todo los jurados (Schöffen). Cada príncipe y señor a quién le había sido otorgado por el rey autoridad jurídica, debía mantener un Landgericht cada 18 semanas, a los que debían asistir todos los mayores de 24 años que vivíeran en el distrito judicial asociado (Gerichtssprengel) o que tenían una casa en el mismo. 
El Landgericht era responsable de propiedades (propiedad vitalicia, fincas) y herencia, procesos de libertad y alegaciones de delito por los príncipes, sus familias y su séquito contra hombres libres. El personal de tribunal normalmente eran el juez (Gerichtsherr), el presidente Landrichters (como representantes del juez), un grupo de "miembros" del tribunal (Beisitzer) y un ujier de la corte (Gerichtsbote) como un ayudante.

## Literatura
- Arnold, Benjamin (1991). Princes and territories in medieval Germany, Cambridge University Press, Cambridge and New York, ISBN 0-521-52148-3.
- Friedrich Merzbacher, Heiner Lück: Artículo Landgericht, en: Albrecht Cordes, Heiner Lück, Dieter Werkmüller (eds.): Handwörterbuch zur deutschen Rechtsgeschichte (HRG), 2.º edn., Vol. 3, Berlina 2012, cols. 518@–527.